# اشتوک‌آخ
شهر اشتوک‌آخ (به آلمانی: Stockach) در ایالت بادن-وورتمبرگ در کشور آلمان واقع شده‌است.